# Frank Kane
Frank Kane, conosciuto anche con lo pseudonimo Frank Boyd (Brooklyn, 19 luglio 1912 – Manhasset, 29 novembre 1968), è stato uno scrittore e sceneggiatore statunitense di libri e telefilm gialli.
Giornalista, produttore e sceneggiatore televisivo ed esperto di pubbliche relazioni (ha lavorato per lungo tempo come lobbista per l'associazione statunitense dei produttori di bevande alcoliche, pubblicando e dirigendo anche svariate riviste di settore), Kane è noto soprattutto per aver creato il personaggio di Johnny Liddell, investigatore privato di New York molto popolare tra i lettori degli anni cinquanta. Uno dei suoi fratelli, Vincent Kane, lavorava come detective presso il Dipartimento di polizia di New York, e lo scrittore si è spesso servito della sua consulenza per descrivere in maniera assai attendibile le procedure investigative dell'epoca.
Johnny Liddell è la quintessenza dell'investigatore privato così come lo tramanda l'iconografia popolare: alto e ben piantato, capello brizzolato e mascella volitiva, molto sensibile al fascino femminile (e viceversa), dotato di una bella segretaria assunta più in funzione decorativa che altro, grande fumatore e robusto bevitore, Liddell passa le sue giornate al bancone di un bar e a battere tutta New York per le sue indagini, scontrandosi regolarmente con la malavita organizzata e le sue diramazioni (bische, scommesse clandestine, spaccio di stupefacenti eccetera).
Verso la metà degli anni sessanta Kane inizia ad apportare alcune modifiche alle trame dei romanzi con Liddell, coinvolgendo il suo personaggio anche in avventure di carattere spionistico (vedi Una valigia colma di dollari e Maid in Paris), nel tentativo di adeguare il suo stile e le sue atmosfere alle tendenze del romanzo popolare dell'epoca, fortemente mutate dal grande successo di James Bond.

## Opere

### Serie con Johnny Liddell
- 1947, L'età del piombo (About Face o The Fatal Foursome), stampato nel 1957 nella collana il Giallo Mondadori con il numero 448.
- 1949, I giganti del male (Green Light for Death), stampato nel 1957 nella collana il Giallo Mondadori con il numero 434.
- 1950, La morte mi vuol bene (Slay Ride), stampato nel 1955 nella collana il Giallo Mondadori con il numero 329.
- 1951, Fuoco a volontà (Bullet Proof),	stampato nel 1962 nella collana il Giallo Mondadori con il numero 668.
- 1951, Sempre sotto, Johnny Liddell (Dead Weight), stampato nel 1960 nella collana Gialli Giumar serie gialla con il numero 7.
- 1952, Lista nera (Bare Trap), stampato nel 1959 nella collana il Giallo Mondadori con il numero 544.
- 1953, Veleni ignoti (Poisons Unknown), stampato nel 1956 nella collana Serie Gialla Garzanti con il numero 85 e ristampato nel 1976, in nuova traduzione e con il titolo Johnny Liddell a New Orleans, nella collana Il Giallo Mondadori con il numero 1447.
- 1954, Un letto per morire (Grave Danger), stampato nel 1957 nella collana I Gialli Proibiti Longanesi con il numero 51.
- 1955, Fuoco alla miccia (Red Hot Ice), stampato nel 1957 nella collana il Giallo Mondadori con il numero 444.
- 1956, Bambole per l'obitorio (A Real Gone Guy), stampato nel 1957 nella collana il Giallo Mondadori con il numero 452.
- 1956, Johnny Liddell's Morgue (raccolta di racconti)
- 1957, Il prezzo delle carogne (The Living End),	stampato nel 1966 nella collana Giallissimo con il numero 50.
- 1958, La lunga notte di Johnny Liddell (Trigger Mortis), stampato nel 1958 nella collana Gialli Giumar serie nera con il numero 3.
- 1960, La bara è scomoda (A Short Bier), stampato nel 1961 nella collana il Giallo Mondadori con il numero 627.
- 1960, Time to Prey
- 1961, Epitaffio per Johnny Liddell (Due or Die),	stampato nel 1962 nella collana il Giallo Mondadori con il numero 688.
- 1961, Ciak, si muore (The Mourning After), stampato nel 1962 nella collana il Giallo Mondadori con il numero 709.
- 1961, Stacked Deck (raccolta di racconti)
- 1962, Dead Rite
- 1962, Luna di miele per Johnny Liddell (Crime of Their Life), stampato nel 1964 nella collana il Giallo Mondadori con il numero 785.
- 1963, Un colpo di telefono (Ring-a-Ding-Ding), stampato nel 1968 nella collana Garzanti Per Tutti con il numero 146.
- 1963, Johnny ha l'asso nella manica (Hearse, Class Male), stampato nel 1965 nella collana il Giallo Mondadori con il numero 850.
- 1963, Sbrigati, Johnny Liddell (Johnny Come Lately), stampato nel 1964 nella collana il Giallo Mondadori con il numero 810.
- 1964, Dum-dum per Johnny Liddell (Barely Seen), stampato nel 1965 nella collana il Giallo Mondadori con il numero 836.
- 1964, Una commedia per Johnny Liddell (Final Curtain), stampato nel 1965 nella collana il Giallo Mondadori con il numero 877.
- 1964, Una valigia colma di dollari (Fatal Undertaking), stampato nel 1965 nella collana il Giallo Mondadori con il numero 856.
- 1964, Porta d'oro per Johnny Liddell (The Guilt-Edged Frame), stampato nel 1965 nella collana il Giallo Mondadori con il numero 870.
- 1965, Lotta libera per Johnny Liddell (Esprit de Corpse), stampato nel 1966 nella collana il Giallo Mondadori con il numero 930.
- 1965, Che fiuto, Johnny Liddell (Two to Tangle), stampato nel 1966 nella collana il Giallo Mondadori con il numero 884.
- 1966, Maid in Paris
- 1967, Margine del terrore (Margin for Terror), stampato nel 1968 nella collana il Giallo Mondadori con il numero 1018.

### Altri romanzi
- 1956, Il cancro della metropoli (Key Witness), stampato nel 1959 nella collana il Giallo Mondadori con il numero 537.
- 1958, Morte a Jackson City (Syndicate Girl), stampato nel 1959 nella collana Gialli Giumar serie nera con il numero 17.
- 1958, La madrina (Liz), stampato nel 1971 nella collana I Gialli Longanesi con il numero 16.
- 1959, Il racket dei jukebox (Juke-Box King), stampato nel 1960 nella collana Gialli Giumar serie nera con il numero 31.
- 1959, L'arma terribile (The Line-Up), stampato nel 1960 nella collana il Giallo Mondadori con il numero 617.
- 1959, Trial by Fear
- 1962, Necrologio per mister Carter (The Conspirators), stampato nel 1963 nella collana il Giallo Mondadori con il numero 747.

### Scritti con lo pseudonimo Frank Boyd
- 1959, The Flesh Peddlers
- 1960, Johnny Staccato

### Saggistica
- 1965, Anatomy of the Whisky Business
- 1966, Travel Is for the Birds